# Bázispár

Egy DNS replikáció során szétvált szálak láthatók a képen, melyben a bázisok a megfelelő betűvel vannak jelölve

A molekuláris biológiában bázispárnak nevezzük a komplementer DNS vagy RNS szálak egymással szemben elhelyezkedő, hidrogénkötésekkel összekapcsolt nukleotidpárját (gyakran bp-ként rövidítve). Mivel a DNS általában duplaszálú, a bázispárok száma megegyezik az egyik vagy másik szál nukleotidszámával. DNS-ben adenin (A) és timin (T), guanin (G) és citozin (C) lehet bázispár, míg RNS-ben timin helyett uracil (U) található.

## Rövidítések

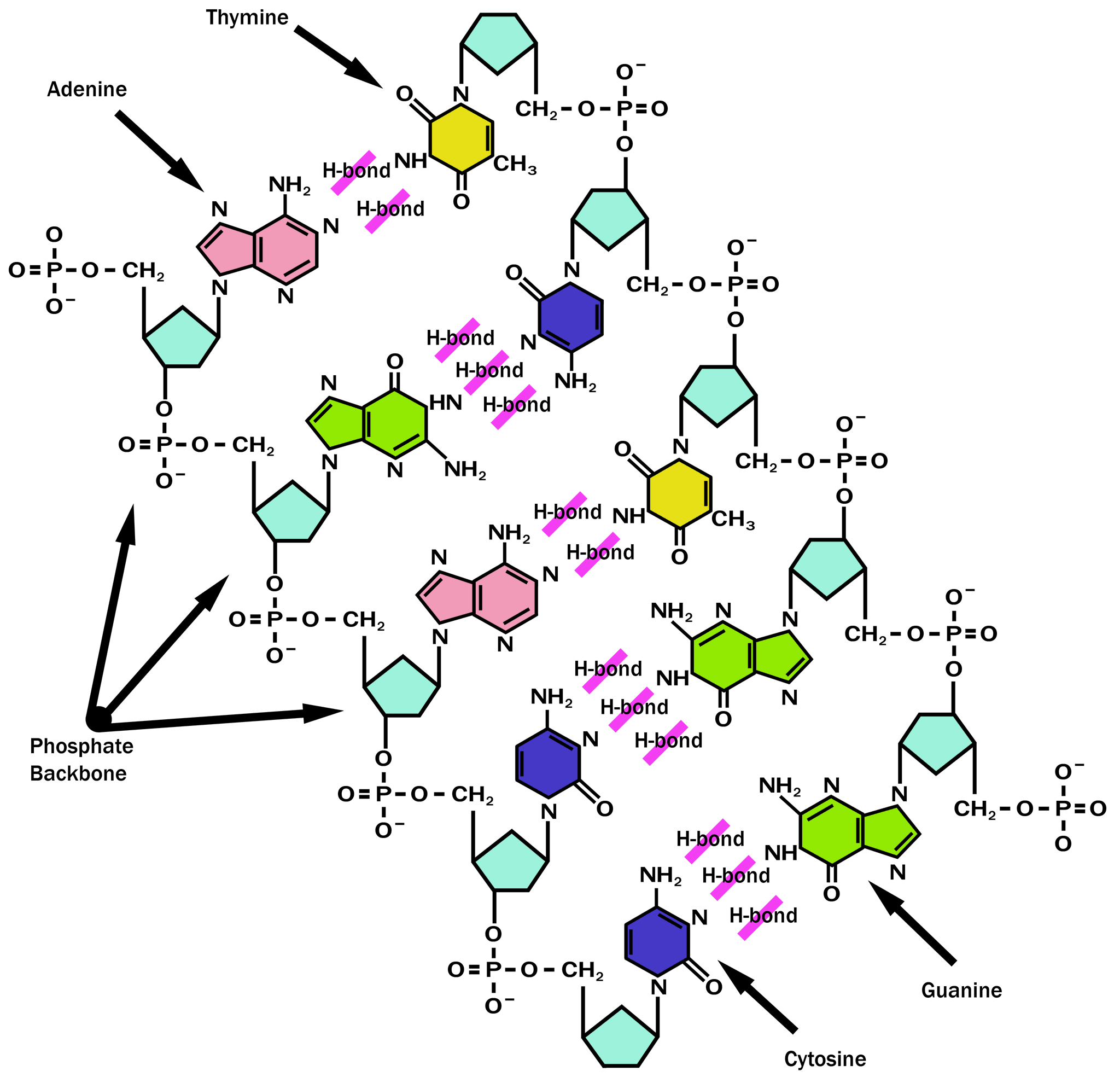
Egy duplaszálú DNS bázispárosodása, ahol a foszfátgerinc világoskékkel; az adenin rózsaszínnel; a guanin zölddel; a timin sárgával; a citozin pedig kékkel van jelölve. A bázisok közötti lila csíkok a hidrogénkötéseket jelképezik. Guanin és citozin között három, adenin és timin között két hidrogénkötés épül ki

A következő rövidítések használatosak a DNS/RNS molekulák hosszának leírásakor:
- kbp vagy kb = kilo bázispár = 1000 bp
- Mbp vagy Mb = mega bázispár = 1 000 000 bp
- Gbp vagy Gb = giga bázispár = 1 000 000 000 bp

Az egyszálú DNS/RNS esetén nukleotidokról beszélünk (rövidítve nt, így knt, Mnt, Gnt).
A nagyobb bázisok, az adenin és a guanin, kétgyűrűs vegyületek, ún. purinok. A kisebbek, a citozin, timin és az uracil, egygyűrűs vegyületek, ún. pirimidinek. Purinnal szemben a láncon csak pirimidin lehet, és fordítva. A pirimidin-pirimidin párosodás energetikailag veszteséges, mert a bázisok túl messze helyezkednek el egymástól a hidrogénkötés létrehozásához. A purin-purin párosodásnál pedig éppen a bázisok túl közel vannak egymáshoz, elektrosztatikai taszítás lép fel, így hasonlóan energetikailag a pirimidinekhez a kötés veszteséggel járna. 
Az energetikailag kedvező párosodás tehát a guanin-citozin és az adenin-timin (illetve RNS-ben az adenin-uracil).
Mivel a hidrogénkötés nem nagyon erős, így 94 °C-nál magasabb hőmérsékleten a bázispárok szétszakadnak. A nukleinsav denaturálódik. 
Nem megfelelő bázispárok létrejötte DNS replikációs és transzkripciós hibákhoz vezethet. Olyan analógok, melyek egyes nukleotidokat képesek helyettesíteni, így ugyancsak nem megfelelő bázispárosodást okoznak, karcinogének, mások kemoterápiás szerek.

## Intramolekuláris bázispárok
Az RNS formálhat intramolekuláris bázispárokat. Így visszahajló szakasz keletkezik a fő RNS szálon kívül.

## Lásd még
- DNS
- Nukleotid
- James D. Watson
- Francis Crick